# Антитеизм
Антитеи́зм (от др.-греч. ἀντί «против» + θεός «Бог») — активная оппозиция теизму. Этот термин имеет различную область применения: в светском контексте обычно подразумевается оппозиция вере в любое божество, а в теистическом контексте означает несогласие верить в монотеистического Бога или богов пантеона.

## Оппозиция теизму
Оксфордский словарь английского языка определяет антитеизм как «Противник веры в существование бога». Самое раннее упоминание этого значения относится к 1833 году.
В то время как атеизм в широком смысле означает просто отсутствие веры в существование Бога или богов пантеона и сверхъестественных сил, то антитеизм означает активное отрицание теизма. Критикуется сама возможность широкой дискуссии о существовании или несуществовании богов и сверхъестественных сил. Антитеисты настроены против любых теистических идей, как основной причины споров, розни и войн, и считают теизм опасным, разрушительным или же поощряющим вредное поведение.
Ярлык «антитеиста» обычно присваивается тем, кто считает, что теизм оказывает только пагубное воздействие. Один из примеров подобных взглядов продемонстрировал Кристофер Хитченс в «Письмах юному спорщику»:

Я не столько атеист, сколько антитеист. Я не только считаю, что все религии — это версии одной и той же неправды, но и считаю, что влияние церквей и эффект от религиозной веры безусловно пагубен.
Оригинальный текст (англ.)I'm not even an atheist so much as I am an antitheist; I not only maintain that all religions are versions of the same untruth, but I hold that the influence of churches, and the effect of religious belief, is positively harmful

## Оппозиция идее Бога
Другие определения антитеизма включают трактовку французского католического философа Жака Маритена, для которого это «активная борьба против всего, что напоминает нам о боге», и определение Роберта Флинта, профессора философии в Эдинбургском университете. На лекции «Антитеистические теории» в 1877 г. Флинт определил антитеизм как очень обобщённый термин — любая оппозиция теизма, который в свою очередь он определил как «веру в то, что небеса, земля и всё, что они содержат, своим существованием и продолжением обязаны мудрости и воле верховного, самосуществующего, всемогущего, всеведущего, праведного и доброжелательного Существа, отличного и независимого от того, что Он создал». Он писал:

Имея дело с теориями, у которых нет ничего общего, кроме того, что они противопоставлены теизму, необходимо иметь общий термин для их обозначения. Пожалуй, наиболее подходящее слово — «антитеизм», которое будет являться более обширным значением, чем термин атеизм. Антитеизм относится ко всем системам, выступающим против теизма. Таким образом, он включает в себя атеизм, но помимо атеизма существуют и прочие антитеистические теории. Политеизм — это не атеизм, поскольку он не отрицает существование божества; но он антитеистичен, поскольку отрицает, что существует только один бог. Пантеизм также не атеизм, поскольку утверждает, что бог есть; но это антитеизм, поскольку он отрицает, что Бог есть существо, отличное от творения и обладающее такими качествами, как мудрость, святость и любовь. Любая теория, которая отказывается приписывать богу атрибут, существенный для достойного понимания его характера, является антитеистической. Лишь те теории, которые отказываются признавать наличие доказательств даже существования бога, являются атеистическими.
Оригинальный текст (англ.)In dealing with theories which have nothing in common except that they are antagonistic to theism, it is necessary to have a general term to designate them. Anti-theism appears to be the appropriate word. It is, of course, much more comprehensive in meaning than the term atheism. It applies to all systems which are opposed to theism. It includes, therefore, atheism, but short of atheism, there are anti-theistic theories. Polytheism is not atheism, for it does not deny that there is a deity; but it is anti-theistic since it denies that there is only one. Pantheism is not atheism, for it asserts that there is a god; but it is anti-theism, for it denies that God is a being distinct from creation and possessed of such attributes as wisdom, and holiness, and love. Every theory which refuses to ascribe to a god an attribute which is essential to a worthy conception of its character is anti-theistic. Only those theories which refuse to acknowledge that there is evidence even for the existence of a god are atheistic.

Однако Флинт также признает, что антитеизм обычно понимают иначе. Термин может употребляться в качестве подвида атеизма, описывающего мнение о том, что теизм был опровергнут, а не как более общий термин, который предпочитает Флинт. Помимо этого он отвергает нонтеизм как альтернативу, «не только из-за его гибридного характера, сколько из-за того, что он слишком всеобъемлющий. Теории физической и психической науки[неизвестный термин] являются нонтеизмом, даже если прямо или косвенно не противопоставляются теизму».
Вера в недоброжелательное божество называется дистеизмом. Примеры верований, основанных на принципе существования враждебных божеств, включают некоторые формы атеистического сатанизма и мальтеизма. Ненависть к божеству называется мизотеизмом, буквально «ненависть к Богу».